# Fjord de Koster
Le fjord de Koster (en suédois Kosterfjorden) est une étendue d'eau dans le Skagerrak en Suède. Contrairement à ce que son nom peut laisser penser, il ne s'agit pas d'un fjord mais simplement d'un détroit séparant les îles Koster du reste du pays. En profondeur, le fjord constitue une fosse, appelée fosse de Koster, atteignant une profondeur de 247 m au sud-est de l'île de Ramsö. Cette fosse, due à des failles allant jusqu'au rift d'Oslo, communique avec la fosse norvégienne au nord et est parcourue par un important courant marin salé en provenance de la mer du Nord et de l'océan Atlantique, tandis que les eaux de surface subissent un courant de sens opposé constitué d'eau saumâtre en provenance de la mer Baltique. Cette situation particulière fait que les eaux de Koster comptent parmi les plus riches du pays en matière de biodiversité, avec en particulier des récifs coralliens d'eau froide, ce qui a valu la création du parc national de Kosterhavet.